# Dagi Bee
Dagi Bee (* 21. September 1994 in Düsseldorf; bürgerlich Dagmar Nicole Kazakov, geb. Ochmanczyk) ist eine deutsche Webvideoproduzentin.

## Leben und Werdegang
Dagi Bees Eltern stammen aus dem polnischen Katowice. Sie wuchs mit ihrer jüngeren Schwester Lena in Düsseldorf auf. Nach Erlangen des Fachabiturs begann sie zunächst eine Ausbildung zur Industriekauffrau. Von 2011 bis 2015 war sie mit dem YouTuber Liont liiert. Da dieser mit seinem Kanal LiontTV bereits auf dem Videoportal YouTube vertreten war, trat Dagi Bee in einigen seiner Videos auf. Am 6. Oktober 2012 veröffentlichte sie unter dem Titel NO-GOs bei Jungs! ihr erstes Video auf ihrem eigenen Kanal. Es folgten Videos, die sich inhaltlich vor allem mit Mode und Kosmetik beschäftigen.
Ende Mai 2013 trat Dagi Bee gemeinsam mit Liont und dem Rapper Kayef bei einem Fantreffen auf dem Hamburger Rathausmarkt auf. Dazu hatten die YouTube-Kanal-Betreiber über das soziale Netzwerk Facebook aufgerufen. Aufgrund des großen Andrangs musste die Veranstaltung abgebrochen werden. Anfang 2014 kam es zu einem vergleichbaren Verlauf eines Fantreffens in Köln. Dagi Bee war zusammen mit Bianca Claßen, Betreiberin des YouTube-Kanals BibisBeautyPalace, zu einer von der Stadt Köln nicht genehmigten Autogrammstunde vor dem Römisch-Germanischen Museum erschienen. Dabei wurden einige Fans leicht verletzt, was die Polizei dazu veranlasste, die Versammlung aufzulösen.
Im März 2014 trat Dagi Bee in der Fernsehsendung TV total auf. Des Weiteren beteiligte sie sich an der Aktion #smilestorm der Zeitschrift Glamour, die sich gegen Cyber-Mobbing richtet. Im September 2014 hatte der Kanal über eine Million Abonnenten. Damit erreichte Dagi Bee Platz 20 der erfolgreichsten deutschen YouTube-Kanäle.
Bei den Nickelodeon Kids’ Choice Awards 2015 gewann sie den Award in der Kategorie Lieblings-Videoblogger: Deutschland, Österreich & Schweiz. Im Jahr 2016 war sie in dieser Kategorie erneut siegreich. Im Februar 2017 wurde sie erneut in dieser Kategorie nominiert. Im Jahr 2015 war sie in der Rolle der Katrin Teil des Casts des Filmes Kartoffelsalat – Nicht fragen!, der am 23. Juli 2015 in die deutschen Kinos kam. Im gleichen Jahr wurde auf ihrem Kanal das Musikvideo des Liedes Bist du real von KC Rebell veröffentlicht.
Von 2016 bis 2018 war sie als Angie in der Webserie Wishlist zu sehen.
Im März 2020 gewann sie in der ProSieben-Sendung Schlag den Star gegen Jasmin Wagner.
Seit Juni 2018 ist sie mit dem Filmeditor Eugen Kazakov verheiratet und nahm seinen Familiennamen an.  Am 14. August 2020 gründete sie zusammen mit ihm das Musiklabel 23 Hours, bei welchem u. a. die Künstler Dhali und ART unter Vertrag stehen.
Am 23. Dezember 2021 brachte sie ihr erstes Kind, einen Sohn, zur Welt.

## Filmografie
- 2015: Kartoffelsalat – Nicht fragen!
- 2015: Fack ju Göhte 2
- 2015: Er ist wieder da (als sie selbst)
- 2015: Bruder vor Luder
- 2016–2018: Wishlist (Webserie)
- 2017: Ostwind – Aufbruch nach Ora
- 2020: Drachenreiter (Sprechrolle)

## Musikvideos
- 2011: Liont – Dreh die Zeit zurück
- 2012: Liont – Gegen den Rest der welt
- 2015: Liont – Komm mit
- 2015: Liont – Doppelkinn
- 2015: KC Rebell – Bist du Real
- 2017: Tiësto – On My Way
- 2018: Julien Bam – Sandmann
- 2018: DAGI B. – DISS (feat. Julien Bam)
- 2020: DHALI x BLOODLINE – U GOT ME

## Rubriken
Dagi Bee behandelt in ihren Videos vor allem Themen, die sich um Styling und Mode drehen. In filmischen Gebrauchsanleitungen, sogenannten Tutorials, gibt sie Tipps zu Make-up, Haar-Styling und Nageldesigns. Erworbene Kosmetikartikel und Accessoires werden von ihr in Haul-Videos präsentiert. Unter der Kategorie Call of Beauty werden zudem die Themen Sonnenschutz, Schönheits-Mythen, Zahnaufhellung, Narben oder Enthaarung behandelt. Des Weiteren beantwortet Dagi Bee in der Rubrik Fragen und Antworten Fragen der Fans zu ihrer Person. Eine Vielzahl ihrer Videos lassen sich dem Bereich Entertainment zuordnen. Dabei trat häufig auch ihr ehemaliger Lebensgefährte Liont in Erscheinung. In der Reihe Probleme… befasst sie sich humoristisch mit alltäglichen Schwierigkeiten wie etwa „Probleme jedes Verliebten“ oder „Probleme in der Beziehung“.

## Rezeption
Die Frankfurter Allgemeine Zeitung erklärte im August 2014, dass Dagi Bee zur Gruppe der „Jungen Youtuber“ gehöre, die die „nötige Medienkompetenz zur erfolgreichen Selbstvermarktung“ mitbringen. So habe sie es verstanden, die „Synergien zwischen den unterschiedlichen sozialen Netzwerken zu nutzen und ihre Youtube-Kanäle auch auf Facebook, Twitter und Instagram zu promoten“. Dies führe zu einer starken Bindung an das Publikum. Verstärkt wird dieser Effekt laut Redakteur Florian Zimmer-Amrhein dadurch, dass Dagi Bee „als Typ von Nebenan“ erscheine, „mit dem man jederzeit in Kontakt treten“ könne. Die Videos des Kanals seien nicht für ein „erwachsenes Publikum“ bestimmt, sondern träfen den „Geschmack der Zwölf- bis Siebzehnjährigen“. Inhaltlich fachsimpele Dagi Bee über „Concealer, Lippenpflege und Lidstrich“, was an Teleshopping erinnere, jedoch „amateurhafter“ sei und „ohne Hotline“ auskomme.
Gunda Windmüller bezeichnete Dagi Bee in der deutschen Ausgabe von The Huffington Post als „liebenswert“. In ihren Videos wirke sie „so ungefährlich aufgekratzt, dass man verstehen“ könne, warum sie gerade so viele junge Fans habe. Dennoch sei Dagi Bee „die Freundin, die man nie haben“ werde, da „so viele Herzchen außerhalb von Bildschirmchen selten langlebig“ seien. Im Herbst 2014 wurde sie durch die Zeitung auf Position 2 der „10 Aufsteiger des Jahres“ unter den YouTube-Stars platziert. Mit 719.000 neuen Abonnenten zwischen Januar und September 2014 sei Dagi Bee nach Zuwächsen der zweiterfolgreichste YouTube-Kanal in Deutschland.
In einem Bericht der Badischen Zeitung über die Bedeutung von YouTube für Jugendliche wird Dagi Bee als „Star […] für Youtube-Gucker“ bezeichnet. Sie spreche „über die ‚20 typischen Probleme jedes Mädchens‘, […] platte Haare [und] Glitzernagellack“, zeige den „perfekten Lidstrich“ oder veranstalte „alberne Spielchen mit ihrem Freund Timo“. Dies sei alles „so banal wie das Gequassel, das einst Backfische an der Bushaltestelle führten“.

## Auszeichnungen und Nominierungen
- 2013: Nominierung für den Playaward der Videodays in der Kategorie „Beauty, Lifestyle, Fashion“
- 2014: Nominierung für den Playaward der Videodays in der Kategorie „Beauty, Lifestyle, Fashion“
- 2015: Nominierung für den Bravo Otto als „beliebtester Social-Media-Star“
- 2015: Auszeichnung mit dem Nickelodeon Kids’ Choice Award als „Lieblings Videoblogger: Deutschland, Österreich & Schweiz“
- 2016: Auszeichnung mit dem Nickelodeon Kids’ Choice Award als „Lieblings Videoblogger: Deutschland, Österreich & Schweiz“
- 2016: Auszeichnung mit dem Signsaward als „Shooting-Star in der Kommunikation“
- 2017: Nominierung für den Nickelodeon Kids’ Choice Award als „Lieblings Videoblogger: Deutschland, Österreich & Schweiz“
- 2018: Nominierung für den About You Award in der Kategorie „YouTube“[24]